# Возіанов Сергій Олександрович
Сергій Олександрович Возіанов (18 жовтня 1960 р.) — член-кореспондент Національної академії медичних наук України (2007), доктор медичних наук (1994), професор (2000), лауреат Державної премії України в галузі науки і техніки (2010 р.), лауреат премії АМН України (2004), хірург вищої категорії, завідувач відділу рентген-ендоурології та літотрипсії Інституту урології АМН України (з 1998), професор кафедри урології Національної медичної академії післядипломної освіти ім. П. Л. Шупика (з 2004), головний спеціаліст-координатор по урологічній службі (2011).

## Родина
- Батько — Олександр Возіанов, академік Національної академії наук України, президент Академії медичних наук України.[1]
- Мати — Жанна Возіанова, академік Національної Академії наук України (інфекційні хвороби).
- Дружина — Світлана Возіанова, лікар-дерматовенеролог, доктор медичних наук[2].
- Тесть — Віталій Соломаха, політичний діяч, міністр м'ясної і молочної промисловості Української РСР.

## Наукова діяльність
Сергій Олександрович Возіанов відомий як організатор і керівник нового напряму в урології — розвитку онкоурології, а саме — діагностики та лікування раку передміхурової залози в Україні. Особисто ним вперше в Україні науково обґрунтовано і впроваджено в клінічну практику Інституту урології, урологічних клінік м. Києва та ряду областей України метод фотодинамічної діагностики раку сечового міхура, який дозволяє проводити регулярний контроль результатів лікування даної патології. Розробив і запровадив в клінічну практику нові форми та методи лікування і діагностики захворювань нирок, сечокам'яної хвороби; черезшкірну пункцію кисти нирки в діагностичних цілях та аспірацію її вмісту, як лікувальний захід; перкутанну нефростомію, що дозволяє уникнути травматичного хірургічного втручання та значно зменшує кількість нефректомій.
Має 11 патентів на винаходи, які впроваджено в медичну практику в Україні.
Автор 249 наукових робіт, 31 книги (монографій, підручників, посібників та довідників), 35 патентів.
Підготував Підготував 5 докторів та 23 кандидатів наук.
Член Вченої ради Інституту урології АМН України, а також спеціалізованих вчених рад з присвоєння наукових ступенів доктора і кандидата наук Інституту урології та Інституту онкології АМН України, член Асоціації урологів України і м. Києва, член Європейської Асоціації Урологів та Міжнародного урологічного товариства, член редколегій ряду провідних фахових журналів.

## Основні наукові праці
- «Клінічна сексологія та андрологія» (1996 р.);
- «Урологія» (2002 р.);
- «Справочник по онкологии» (2000 р.);
- «Передміхурова залоза та її доброякісна гіперплазія» (2004 р.);
- «Рак передміхурової залози» (2004 р.);
- «Трансуретральна резекція передміхурової залози в лікуванні її доброякісної гіперплазії»(2005 р.);
- «Урологічна симптоматика» (2005 р.);
- «Клініко-фізіологічні основи реабілітації пацієнтів після аллотрансплантації нирки»(2006 р.);
- «Трансуретральна резекція в лікуванні пухлин сечового міхура»(2006 р.);
- «Перкутанна нефролітотрипсія в лікуванні коралоподібного нефролітіазу» (2006 р.);
- «Трансуретральна резекція в лікуванні пухлин сечового міхура» (2007);
- «Синдром гострої ниркової недостатності у новонороджених» (2008);
- «Уретеролітіаз (урологічні аспекти)» (2007);
- «Невідкладна урологія: підручник» (2009);
- «Урология: учебник» (2009);
- «Інфекції в урології: навчальний посібник»(2009);
- «Сучасні можливості лікування ДГПЗ» (2009);
- «Синдромы нарушения функций мочевой системы при опухолях спинного мозга и позвоночника»(2010);
- «Сучасні методи діагностики та лікування ДГПЗ»(2010);
- «Рак нирки»(2011);
- «Рак передміхурової залози»(2011);
- «Урологія: підручник»(2011).
- Пасєчніков С. П., Возіанов С. О., Лісовий В. М., Костєв Ф. І., Люлько О. О., Саричев Л. П., Стусь В. П., Федорук О. С., Бойко М. І., Гарагатий І. А., Зайцев В. І., Байло В. Д., Журавчак А. З., Кошарний В. В., Мітченко М. В., Нікітін О. Д., Швець В. Д., Шеремета Р. З., Грицай В. С., Шостак М. В. Урологія: За редакцією професора С. П. Пасєчнікова Національний підручник для студентів вищих медичих навчальних закладів IV р. а. Вінниця: Нова Книга. с. 432: 29. ISBN 978-966-382-474-1.